# Blepisanis andreaei
Blepisanis andreaei là một loài bọ cánh cứng trong họ Cerambycidae.